# Leave it Behind
Leave it Behind è il quinto album dei Peawees, pubblicato nel 2011 dalla Railways Recordings in versione CD e dalla Wild Honeys Records in LP.

## Tracce
1. Food For My Soul
2. Gonna Tell
3. Memories Are Gone
4. Don't Knock At My Door
5. Diggin' The Sound
6. Good Boy Mama
7. Danger
8. Need A Reason
9. Leave It Behind
10. The Place
11. Count Me Out